# Албрехт Рошер
Албрехт Рошер (на немски: Albrecht Roscher) е германски географ, пътешественик, изследовател на Африка.

## Биография

### Ранни години (1836 – 1858)
Роден е на 27 август 1836 година в Хамбург, Германия. Още от училищна възраст Рошер проявява силен интерес към географията. В периода 1856 – 1858 изучава естествени науки, ориенталски езици, география и медицина в Университета в Лайпциг. През 1857 получава докторска степен по философия с дисертация на тема: „География на Централна Африка и изворите на Нил“.

### Изследователска дейност (1858 – 1860)
През 1858 г., финансиран от сената на Хамбург и крал Максимилиан II на Бавария, Рошер заминава на изследователска дейност в Африка. На 13 септември пристига на остров Занзибар. По време на двумесечния си престой на острова научава езика суахили, извършва ботанически изследвания и се среща с британския изследовател Джон Хенинг Спик, който по това време се завръща от експедицията си от езерата Танганика и Виктория и тази му среща предопределят по-нататъшните му изследвания в Африка.
През февруари и март 1859 година изследва крайбрежието на Танзания от Багамойо на север до Килва на юг, в т.ч. залива на Дар ес Салам и делтата на река Руфиджи, като разузнава от местните търговци пътя нагоре по реката. В края на август 1859 година предрешен като арабски търговец се присъединява към керван с роби, който тръгва от Килва на югозапад. На 19 ноември 1859 година достига до бреговете на езерото Малави (Няса), само два месеца след като то е посетено от Дейвид Ливингстън. В продължение на три месеца Рошер изследва езерото и околностите му, но на 19 март 1860 година, на 23-годишна възраст, е убит вероятно от търговци на роби, които се усъмняват в неговата самоличност на арабин.
Дневниците му са унищожени и известията за неговите изследвания се получават единствено от писмата, които е успял да изпрати с попътни кервани. Запазени са само част от извършените от него астрономически координатни измервания, на базата на които е съставена карта на района.